# Ray Huang
Ray Huang (čínsky v českém přepisu Chuang Žen-jü, pchin-jinem Huáng Rényǔ, znaky tradiční 黃仁宇; 25. června 1918 – 8. ledna 2000) byl americký historik čínského původu. Pocházel z jihočínské provincie Chu-nan, sloužil, bojoval ve druhé světové válce bojoval v Barmě jako důstojník armády Čínské republiky. Roku 1950 odešel do Spojených států amerických a vystudoval historii, věnoval se dějinám Číny. Spolupracoval s Josephem Needhamem na jeho mnohadílném dílu Science and Civilisation in China. Přednášel na severoamerických univerzitách, je znám konceptem makrohistorie.

## Život
Ray Huang se narodil v okrese Ning-siang (dnes součást Čchang-ša) v provincii Chu-nan. Byl nejstarším ze tří dětí. vyrostl v Che-nanu, a roku 1936 začal studovat elektrotechniku na Nankchajské univerzitě v Tchien-ťinu. Po vypuknutí čínsko-japonské války se roku 1938 vrátil do Čchang-ša.
Poté vstoupil do kuomintangské vojenské akademie v Čcheng-tu, kterou absolvoval roku 1940. V hodnosti podporučíka velel četě, od roku 1942 sloužil v Indii, v letech 1943–1945, už jako major, v Barmě. Po válce studoval na vojenské akademii ve Spojených státech amerických, ale roku 1950 byl z armády Čínské republiky propuštěn.
Odešel do USA s přáním věnovat se čínské historii, studoval a pracoval na Michiganské univerzitě (bakalář 1954, magistr 1957, doktor 1964). Roku 1967 přešel na Kolumbijskou univerzitu,v letech 1968–1980 byl profesorem State University of New York. Roku 1970 spolupracoval Johnem Fairbankem na Fairbank Center for East Asian Research. Roku 1972 začal asistovat Josephu Needhamovi na Univerzitě v Cambridgi, jehož přístup k historickému výzkumu byl blízký Huangově tendenci k široce založeným syntézám. Huang se soustředil na finanční správu mingské Číny, což vyústilo v publikaci Taxation and Finance in Sixteenth Century Ming China roku 1974. Po návratu do Cambridge v polovině 70. let přispěl do dvou dílů Cambridge History of China. Od konce 70. let se místo vyučování soustředil na psaní, často navštěvoval Tchaj-wan.

## Dílo
- The Grand Canal during the Ming Dynasty, 1368–1644 (doktorská disertace)
- Fiscal administration during the Ming dynasty. New York: Columbia University Press, 1969. 128 s. (anglicky)
- Taxation and governmental finance in sixteenth-century Ming China. London; New York: Cambridge University Press, 1974. xvi, 385 s. ISBN 0521202833. (anglicky) Čínsky jako 十六世紀明代中國之財政與稅收, 2001.
- 1587, a year of no significance : the Ming dynasty in decline. New Haven: Yale University Press, 1981. xiii, 278 s. Dostupné online. ISBN 0300025181. (anglicky) Čínsky jako 萬曆十五年 [Patnáctý rok éry Wan-li], 1985.
- China : a macro history. Armonk, N.Y.: M.E. Sharpe, 1988. xix, 277 s. Dostupné online. ISBN 0873324528, ISBN 0873324536. (anglicky)
- The Lung-ch'ing and Wan-li reigns, 1567–1620. In: MOTE, Frederick W.; TWITCHETT, Denis C. The Cambridge History of China Volume 7: The Ming Dynasty, 1368–1644, Part 1. 1. vyd. Cambridge: Cambridge University Press, 1988. ISBN 0521243327. S. 511–584. (anglicky)
- The Ming fiscal administration. In: TWITCHETT, Denis C.; MOTE, Frederick W. The Cambridge History of China. Volume 8, The Ming Dynasty 1368-1644, Part 2. Cambridge: Cambridge University Press, 1998. ISBN 0521243335. S. 106–171. (anglicky)
- Broadening the horizons of Chinese history : discourses, syntheses, and comparisons. Armonk, N.Y.: M.E. Sharpe, 1999. viii, 274 s. Dostupné online. ISBN 0765603470. (anglicky)

a řada prací v čínštině